# Kissaten
Ett kissaten (japanska: 喫茶店) är ett japanskt kaffehus. De liknar västerländska kaféer, men ordet används oftast för små, äldre etablissemang med en mer avskalad atmosfär. De byggs vanligtvis i gammal europeisk stil, men en del är mycket "up-to-date" och vill vara så trendiga som möjligt med moderna kaffemaskiner, läckra porslinskoppar och deliciösa bakelser.
Det finns en annan, mer tidsenlig variant av kissaten som heter manga kissa, där det bjuds på tv-spel och manga, och där kaffemaskineriet har ersatts av varuautomater. Kallas vardagligt för mangacafé.